# مصطفى فهمي باشا
مصطفى فهمي باشا من مواليد كريت (1840 - سبتمبر 1914)، تولى منصب رئيس وزراء مصر ثلاث مرات الأولى من 1891 إلى 1892 وذلك خلفا لرياض باشا، والثانية من 1892 إلى 1893، والثالثة من 1895 إلى 1908 خلفا لرئيس الوزراء نوبار باشا. اعتبره الكثير من المصريين رجل الإنجليز في مصر. ترأس المؤتمر القبطي في أسيوط عام 1911 والذي سمي بالمؤتمر المصري.
هو والد صفية زغلول (اسمها الأصلي صفية مصطفى فهمي) زوجة الزعيم السياسي المصري سعد زغلول.

## النشأة
ولد مصطفى فهمي باشا في جزيرة كريت عام 1840 لعائلة تركية. كان والده حسين أفندي البكباشي التركي الأصل، وكانت عائلته تسكن في الجزائر، وعقب احتلال فرنسا لها عام 1830 هاجر والده إلى مصر
التحق والده بالجيش المصري، وسافر مع الحملة المصرية المرسلة لكريت لمساعدة السلطان العثماني في إخماد ثورة الأهالي، وهناك في كريت ولد مصطفى فهمي، وتوفي والده في حرب القرم.
عقب عودته لمصر تكفل بتربيته خاله محمد باشا زكي ناظر الأشغال المصرية، فالتحق بمدرسة الحوض المرصود، ثم انتقل إلى المدرسة الحربية بالقلعة، وكان يتولى نظارتها رفاعة الطهطاوي.

## حياته السياسية

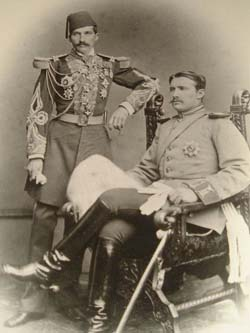
مصطفى فهمي باشا و الأمير حسن إسماعيل

بعد تخرجه من الجيش ظل يرتقي درج المناصب العسكرية، وعين ياوراناً للوالي عباس الأول، ومأمورا لضبطية الإسكندرية (1871 - 1877)، ثم ناظراً للخاصة الخديوية، فسرتشريفاتياً خديوياً (سِرّ-تشرفاتي - أي المسؤول عن استقبال ضيوف الخديوي)، ثم تبوأ منصب محافظ القاهرة عام 1873 مع احتفاظه بمنصب ياوران الخديوي.
انتدب عام 1874 في مأمورية تركيب سكة حديد السودان، ولما أنجز مهمته رُقي إلى رتبة فريق، وعين محافظاً للإسكندرية (11 أغسطس 1874 - 13 أكتوبر 1874)، ثم محافظاً للقاهرة مرة أخرى، فمحافظاً لبورسعيد والقناة مع إدارة محافظة السويس أثناء وجود محافظها، ثم عاد محافظاً للقاهرة للمرة الثالثة عام 1878.
شغل عام 1879 عدة مناصب منها: مديراً للمنوفية، فمحافظاً للإسكندرية للمرة الثانية (12 من إبريل 1879 - 2 يوليو 1879)، ثم ناظراً للأشغال العمومية في عهد نظارة محمد شريف باشا الثانية (5 يوليو 1879 - 18 أغسطس 1879)، فناظراً للخارجية في النظارة التوفيقية الثانية (18 أغسطس 1879 -21 سبتمبر 1879)، ونظارة مصطفى رياض باشا الأولى (21 سبتمبر 1879 - 10 سبتمبر 1881).
تقلد منصب ناظر الخارجية في عهد نظارة محمد شريف الثالثة (14 سبتمبر 1881 - 4 فبراير 1882)، فناظراً للخارجية والحقانية في عهد نظارة محمود سامي البارودي الأولى (4 فبراير 1882 - 17 يونيو 1882).
تولى مهام منصب ناظر المالية في نظارة نوبار باشا الثانية (10 يناير 1884 - 9 يونيو 1882)، ثم تولى منصب ناظر الداخلية في هذه الوزارة بعد استقالة محمد ثابت باشا في مارس 1884، كما تولى منصب ناظر الحربية والبحرية بدلاً من عبد القادر حلمي الذي قدم استقالته في تلك الوزارة أيضا.
عين ناظراً للحربية والبحرية في نظارة مصطفى رياض باشا الثانية (9 يونيو 1888 - 12 مايو 1891).
تولى تشكيل النظارة (الوزارة) فيما عرف باسم نظارة مصطفى فهمي الأولى (14 مايو 1891 – 17 يناير 1892)، وتولى منصب ناظر الداخلية في هذه النظارة، ثم شكل نظارته الثانية في (17 يناير 1892 - 15 يناير 1893) وتولى فيها نظارة الداخلية.
اضطلع بمهام ناظر الحربية والبحرية في عهد نظارة نوبار باشا (الثالثة) (15 إبريل 1894 - 12 نوفمبر 1895)، ثم تولى منصب رئيس مجلس النظارة بالإضافة إلى منصب ناظر الداخلية في الوزارة التي قام بتشكيلها وعرفت باسم نظارة مصطفى فهمي الثالثة (12 نوفمبر 1895 - 11 نوفمبر 1908)، بمعنى أنه أصبح رئيساً لحكومة مصر لمدة ثلاثة عشر عاماً فيما يعرف بعهد وزارات الاستسلام للاحتلال الإنجليزي، وكان معروفاً بأنه صديق الإنجليز الوفي، فقد قبلت وزارته مالم تقبله النظارات السابقة من حضور مستشار الحقانية البريطاني لجلساتها، وما يمكن أن يعنيه هذا من سلب سلطة الناظر (الوزير) وضياع هيبته، فيصفه كرومر المعتمد البريطاني في مصر بأنه «أداة في أيدي الممثل البريطاني في القاهرة».
عين قائمقام خديوياً مفوضاً بعد ذلك.

## رئاسته الوزارة الأولى

### حكومته
| الوزير               | الوزارة                                         |
| -------------------- | ----------------------------------------------- |
| إبراهيم فؤاد باشا    | نظارة الحقانية                                  |
| تكران باشا           | نظارة الخارجية                                  |
| حسين فخري باشا       | نظارة الحقانية                                  |
| عبد الرحمن رشدي باشا | نظارة المالية                                   |
| محمد زكي باشا        | نظارة الأشغال العمومية، ونظارة المعارف العمومية |
| مصطفى فهمي باشا      | نظارة الداخلية                                  |
| يوسف شهدي باشا       | نظارة الحربية والبحرية                          |

## رئاسته الوزارة الثانية

### حكومته
| الوزير               | الوزارة                                        |
| -------------------- | ---------------------------------------------- |
| إبراهيم فؤاد باشا    | نظارة الحقانية                                 |
| تكران باشا           | نظارة الخارجية                                 |
| حسين فخري باشا       | نظارة الحقانية                                 |
| عبد الرحمن رشدي باشا | نظارة المالية                                  |
| محمد زكي باشا        | نظارة الأشغال العمومية، نظارة المعارف العمومية |
| مصطفى فهمي باشا      | نظارة الداخلية                                 |
| يوسف شهدي باشا       | نظارة الحربية والبحرية                         |

## رئاسته الوزارة الثالثة

### حكومته
| الوزير            | الوزارة                                        |
| ----------------- | ---------------------------------------------- |
| إبراهيم فؤاد باشا | نظارة الحقانية                                 |
| أحمد مظلوم        | نظارة المالية                                  |
| بطرس غالي باشا    | نظارة الخارجية                                 |
| حسين فخري باشا    | نظارة الأشغال العمومية، نظارة المعارف العمومية |
| سعد زغلول باشا    | نظارة المعارف العمومية                         |
| محمد عياني باشا   | نظارة الحربية والبحرية                         |
| مصطفى فهمي باشا   | نظارة الداخلية                                 |

## علاقته مع الإنجليز
يقول المؤرخ المصري الدكتور يونان لبيب رزق
«كان تشكيل مصطفى فهمي الوزارة انتصارا كاملا لتغلغل الاحتلال البريطاني في الشؤون المصرية، وإذا كانت معركة التل الكبير في سبتمبر سنة 1882 تسجل استسلام مصر العسكري للغزو البريطاني، فإن تشكيل وزارة مصطفى فهمي بعد ذلك بتسع سنوات يسجل استسلامها السياسي الكامل للاحتلال».

## من أهم أعماله
- أنشئ في عهده مدرسة البوليس (الشرطة) عام 1896، وأنشئ بها عام 1903 قسماً لتخريج كونستابلات مصريين.
- في عهده حصلت التجريدة على السودان (1896 - 1898)، وتم استرداده، وإبرام معاهدة 19 يناير 1899، وهي الاتفاقية التي خولت لإنجلترا رسمياً الحق في الاشتراك في شئون حكم السودان ورفع العلم الإنجليزي، ويعين حاكم عام للسودان بناء على طلب الحكومة البريطانية.
- تأسيس البنك الأهلي المصري عام 1898، وأصبح له الحق في إصدار أوراق النقد المصري.

## من أهم الحوادث في عهده
- حادث العقبة (أو طابا) مايو 1906: ذلك أنه عقب مشروع تركيا – صاحبه السيادة على مصر – في مد سكة حديدية من معان للعقبة أن اعترضت إنجلترا على هذا العمل، وتمكنت القوات التركية من احتلال طابا، فاشتد الخلاف بين إنجلترا وتركيا، ولم يكن الموقف الدولي في صالح تركيا، فأرغمت على الانسحاب من طابا، وانتهت المسألة بقيام لجنة مصرية – تركية بتسوية الحدود بينهما.
- حادثة دنشواي (13 من يونيو 1906): أثناء صيد أحد الجنود الإنجليز للحمام، أصاب امرأة، واشتعلت النار بالجرن، مما أدى لثورة الأهالي، وتمخضت الحوادث عن إصابة أحد الضباط الإنجليز بضربة شمس أثناء سيره ووفاته، وإصابة بعض الضباط الآخرين، فعلقت المشانق لأهل القرية.

## بناته
له ثلاث بنات هن قرينات: الدكتور محمود صدقي محافظ القاهرة سابقاً، وإسماعيل سرهنك مؤلف كتاب «حقائق الأخبار عن دول البحار»، وأم المصريين «صفية زغلول» حرم الزعيم سعد زغلول.

## وفاته
- توفي في عام 1914.